# Метод Парізера — Парра — Попла
Метод Парізера—Парра—Попла (англ. Pariser—Parr—Pople (PPP) method) — один з перших напівемпіричних квантово-хімічних методів розрахунку властивостей кон'югованих молекул та йонів, в основі якого лежить π-електронне наближення та теорія самоузгодженого поля.
Цей підхід розробили в 1950-х роках Рудольф Парізер, Роберт Парр і Джон Попл.

Метод Парізера—Парра—Попла сьогодні вже практично не використовується.